# هایم کنت
هایم کنت (به انگلیسی: Higham) یک روستا و محله مدنی در بریتانیا است که در Gravesham واقع شده‌است.هایم کنت ۳٬۹۶۲ نفر جمعیت دارد.